# Schweiggers
Schweiggers is een gemeente in de Oostenrijkse deelstaat Neder-Oostenrijk, gelegen in het district Zwettl (ZT). De gemeente heeft ongeveer 2000 inwoners.

## Geografie
Schweiggers heeft een oppervlakte van 58,65 km². Het ligt in het noordoosten van het land, ten noordwesten van de hoofdstad Wenen en ten zuiden van de grens met Tsjechië.
Allentsteig · Altmelon · Arbesbach · Bad Traunstein · Bärnkopf · Echsenbach · Göpfritz an der Wild · Grafenschlag · Groß Gerungs · Großgöttfritz · Gutenbrunn · Kirchschlag · Kottes-Purk · Langschlag · Martinsberg · Ottenschlag · Pölla · Rappottenstein · Sallingberg · Schönbach · Schwarzenau · Schweiggers · Waldhausen · Zwettl
- Gemeinsame Normdatei: 4053847-3
- Library of Congress Control Number: n79094826
- Nationale Bibliotheek van Israël: 987007550232705171
- Virtual International Authority File: 126131744
- WorldCat: E39PBJjdjdKRhw9GKyY6M8rpfq